# North Muskegon
North Muskegon är en ort i Muskegon County i Michigan. Vid 2010 års folkräkning hade North Muskegon 3 786 invånare.